# Buxières-sous-les-Côtes
Pour les articles homonymes, voir Buxières et -sous-les-Côtes.
Buxières-sous-les-Côtes est une commune française située dans le département de la Meuse, en région Grand Est.

## Géographie
Commune constituée des villages de Buxières-sous-les-Côtes, Buxerulles et Woinville. Elle fait partie du parc naturel régional de Lorraine.
| Chaillon   | Heudicourt-sous-les-Côtes | Heudicourt-sous-les-Côtes |
| Chaillon   | Buxières-sous-les-Côtes   | Heudicourt-sous-les-Côtes |
| Varnéville | Montsec                   | Montsec                   |

Le village sous ses côtes - La Chapelle des Bures y surplombe ici l'église
De multiples milieux naturels s'y rejoignent

### Hydrographie

#### Réseau hydrographique
La commune est traversée par la ligne de partage des eaux entre les bassins versants du Rhin et de la Meuse au sein du bassin Rhin-Meuse. Elle est drainée par le ruisseau la Madine, le ruisseau de la Queue de l'Étang et le Grand Ruisseau,.
La Madine, d'une longueur de 19 km, prend sa source dans la commune de Varnéville et se jette  dans le Rupt de Mad à Bouillonville, après avoir traversé huit communes. 

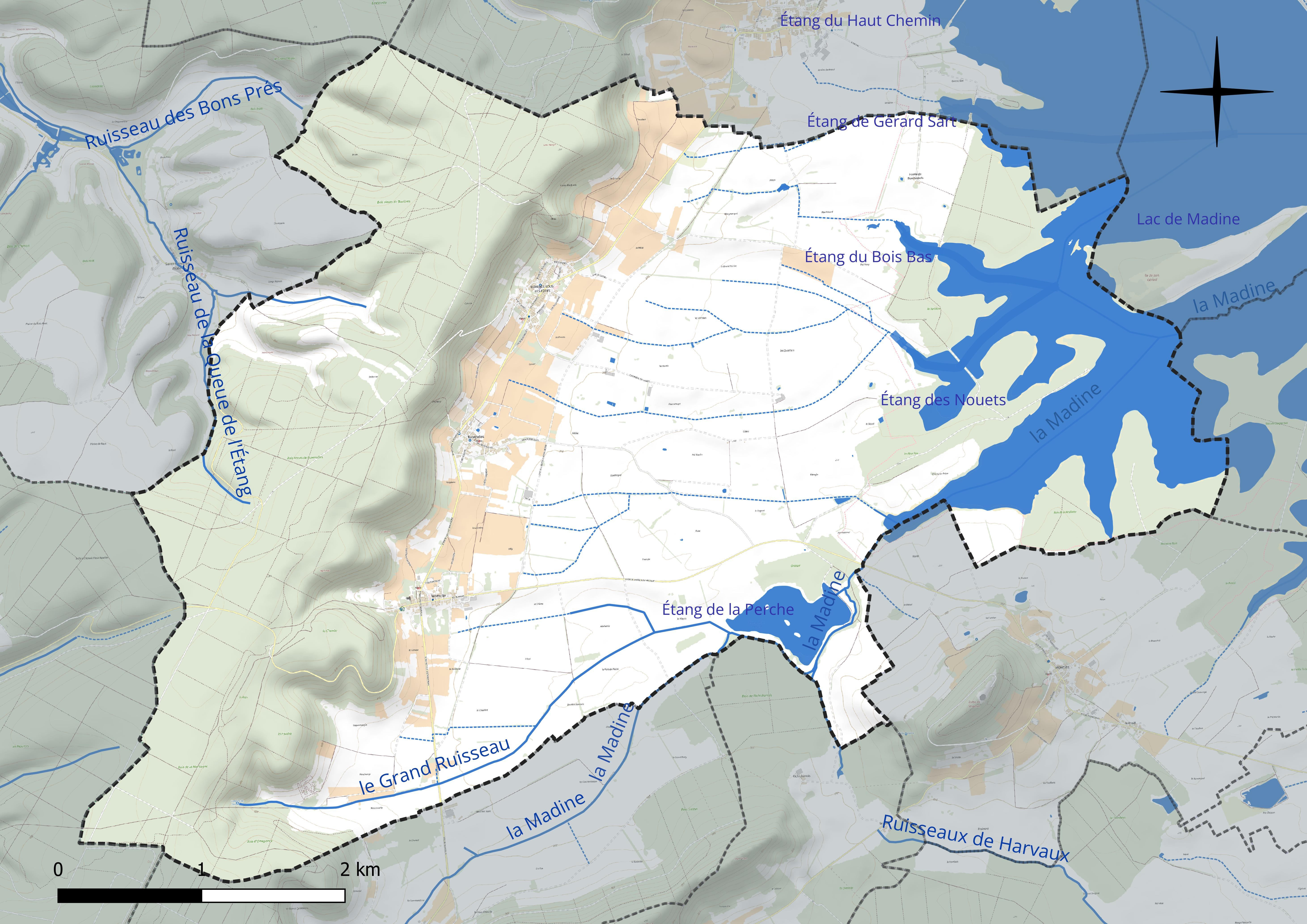
Réseau hydrographique de Buxières-sous-les-Côtes.

Cinq plans d'eau complètent le réseau hydrographique : le lac de Madine, d'une superficie totale de 1 007,5 ha (231,6 ha sur la commune), l'étang de Gérard Sart, d'une superficie totale de 3 ha (0,1 ha sur la commune), l'étang de la Perche (24,2 ha), l'étang des Nouets (13,2 ha) et l'étang du Bois Bas (3,6 ha),.

#### Gestion et qualité des eaux
Le territoire communal est couvert par le schéma d'aménagement et de gestion des eaux (SAGE) « Rupt de Mad, Esch, Trey ». Ce document de planification concerne les bassins versants du Rupt de Mad, de l’Esch et du Trey. Le périmètre a été arrêté le 2 juin 2014, la commission locale de l'eau (CLE) a été créée le 20 juin 2017, puis modifiée le 26 mars 20210. La structure porteuse de l'élaboration et de la mise en œuvre est le Parc naturel régional de Lorraine. 
La qualité des cours d’eau peut être consultée sur un site spécial géré par les agences de l’eau et l’Agence française pour la biodiversité. 

### Climat
Pour des articles plus généraux, voir Climat du Grand Est et Climat de la Meuse.
En 2010, le climat de la commune est de type climat des marges montargnardes, selon une étude du Centre national de la recherche scientifique s'appuyant sur une série de données couvrant la période 1971-2000. En 2020, Météo-France publie une typologie des climats de la France métropolitaine dans laquelle la commune est exposée à un climat océanique altéré et est dans la région climatique  Lorraine, plateau de Langres, Morvan, caractérisée par un hiver rude (1,5 °C), des vents modérés et des brouillards fréquents en automne et hiver. 
Pour la période 1971-2000, la température annuelle moyenne est de 9,5 °C, avec une amplitude thermique annuelle de 15,9 °C. Le cumul annuel moyen de précipitations est de 922 mm, avec 13,3 jours de précipitations en janvier et 9,5 jours en juillet. Pour la période 1991-2020, la température moyenne annuelle observée sur la station météorologique de Météo-France la plus proche, « Nonsard », sur la commune de Nonsard-Lamarche à 7 km à vol d'oiseau, est de 10,7 °C et le cumul annuel moyen de précipitations est de 690,8 mm. 
La température maximale relevée sur cette station est de 40,1 °C, atteinte le 25 juillet 2019 ; la température minimale est de −17 °C, atteinte le 1er mars 2005,,. 
Les paramètres climatiques de la commune ont été estimés pour le milieu du siècle (2041-2070) selon différents scénarios d'émission de gaz à effet de serre à partir des nouvelles projections climatiques de référence DRIAS-2020. Ils sont consultables sur un site spécial publié par Météo-France en novembre 2022.

## Urbanisme

### Typologie
Au 1er janvier 2024, Buxières-sous-les-Côtes est catégorisée commune rurale à habitat dispersé, selon la nouvelle grille communale de densité à sept niveaux définie par l'Insee en 2022.
Elle est située hors unité urbaine et hors attraction des villes,.
La commune, bordée par un plan d’eau intérieur d’une superficie supérieure à 1 000 hectares, le lac de Madine, est également une commune littorale au sens de la loi du 3 janvier 1986, dite loi littoral. Des dispositions spécifiques d’urbanisme s’y appliquent dès lors afin de préserver les espaces naturels, les sites, les paysages et l’équilibre écologique du littoral, tel le principe d'inconstructibilité, en dehors des espaces urbanisés, sur la bande littorale des 100 mètres, ou plus si le plan local d’urbanisme le prévoit.

### Occupation des sols
L'occupation des sols de la commune, telle qu'elle ressort de la base de données européenne d’occupation biophysique des sols Corine Land Cover (CLC), est marquée par l'importance des territoires agricoles (49,3 % en 2018), une proportion sensiblement équivalente à celle de 1990 (49 %). La répartition détaillée en 2018 est la suivante : 
forêts (40,8 %), prairies (30,1 %), terres arables (10,7 %), eaux continentales (9,7 %), cultures permanentes (6,6 %), zones agricoles hétérogènes (1,9 %), milieux à végétation arbustive et/ou herbacée (0,2 %). L'évolution de l’occupation des sols de la commune et de ses infrastructures peut être observée sur les différentes représentations cartographiques du territoire : la carte de Cassini (XVIIIe siècle), la carte d'état-major (1820-1866) et les cartes ou photos aériennes de l'IGN pour la période actuelle (1950 à aujourd'hui).

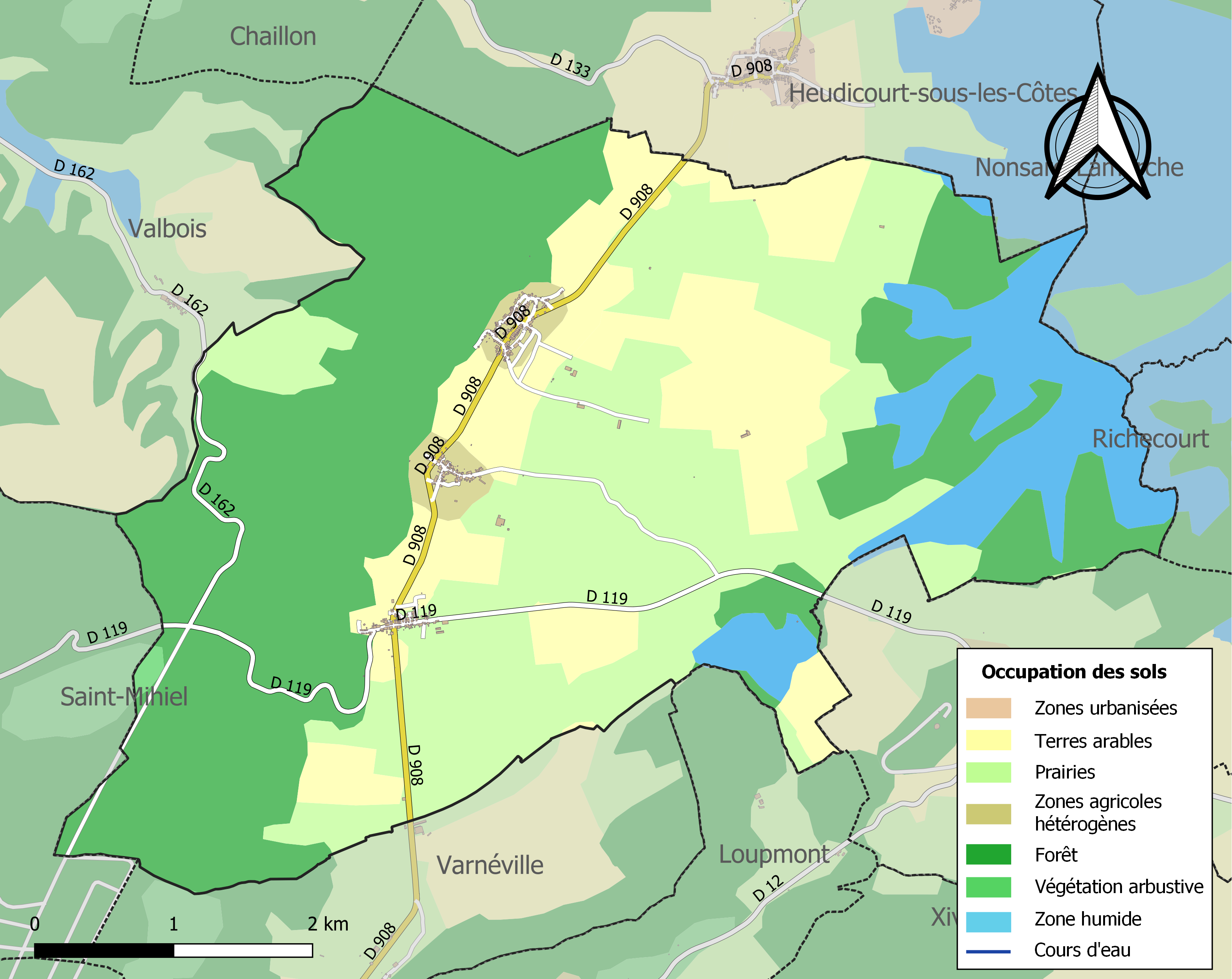
Carte des infrastructures et de l'occupation des sols de la commune en 2018 (CLC).

## Toponymie
Le nom de la localité est attesté sous les formes Buxaria en 709, Buscerias en 846, Buserias en 1106. Buxaria se déforma au cours des siècles pour devenir par altération du langage populaire Buscerias, Buxaères, et enfin à partir du XVIe siècle, Buxières.
De l'oïl buissière, du latin buxus avec le suffixe, à sens collectif -aria, au pluriel, « lieu planté de buis ».
Ce nom fut à nouveau modifié au cours du XXe siècle, ou plutôt complété par « sous-les-côtes », depuis 1973, afin de le distinguer des quelque trente villages portant le même nom. Buxières est au pied des Côtes de Meuse.
Les habitants, les « Buxereens » prenaient grand soin de la culture des buis, afin de fabriquer pour leur usage personnel ou pour l'exportation, des ustensiles de cuisine, de cave et des jouets (jeux de boules et de quilles).

## Histoire
Le 1er janvier 1973, Buxières-sous-les-Côtes fusionne avec Buxerulles et Woinville sous le régime de la fusion-association.

## Politique et administration
| Période                                  | Période   | Identité                                      | Étiquette | Qualité        |
| ---------------------------------------- | --------- | --------------------------------------------- | --------- | -------------- |
| Les données manquantes sont à compléter. |           |                                               |           |                |
| mars 2001                                | mars 2008 | Florence Voivret                              |           |                |
| mars 2008                                | mars 2014 | Daniel Tugend                                 |           |                |
| mars 2014                                | En cours  | Odile Beirens Réélue pour le mandat 2020-2026 |           | Ancienne cadre |

## Population et société

### Démographie
L'évolution du nombre d'habitants est connue à travers les recensements de la population effectués dans la commune depuis 1793. Pour les communes de moins de 10 000 habitants, une enquête de recensement portant sur toute la population est réalisée tous les cinq ans, les populations de référence des années intermédiaires étant quant à elles estimées par interpolation ou extrapolation. Pour la commune, le premier recensement exhaustif entrant dans le cadre du nouveau dispositif a été réalisé en 2006.

En 2022, la commune comptait 266 habitants, en évolution de −7,32 % par rapport à 2016 (Meuse : −4,4 %, France hors Mayotte : +2,11 %).
| 1793 | 1800 | 1806 | 1821 | 1831 | 1836 | 1841 | 1846 | 1851 |
| ---- | ---- | ---- | ---- | ---- | ---- | ---- | ---- | ---- |
| 434  | 452  | 493  | 521  | 557  | 600  | 600  | 616  | 612  |

| 1856 | 1861 | 1866 | 1872 | 1876 | 1881 | 1886 | 1891 | 1896 |
| ---- | ---- | ---- | ---- | ---- | ---- | ---- | ---- | ---- |
| 584  | 574  | 546  | 509  | 492  | 492  | 504  | 507  | 526  |

| 1901 | 1906 | 1911 | 1921 | 1926 | 1931 | 1936 | 1946 | 1954 |
| ---- | ---- | ---- | ---- | ---- | ---- | ---- | ---- | ---- |
| 512  | 461  | 405  | 273  | 208  | 179  | 176  | 160  | 157  |

| 1962 | 1968 | 1975 | 1982 | 1990 | 1999 | 2006 | 2011 | 2016 |
| ---- | ---- | ---- | ---- | ---- | ---- | ---- | ---- | ---- |
| 137  | 115  | 282  | 280  | 276  | 277  | 275  | 277  | 287  |

| 2021 | 2022 | - | - | - | - | - | - | - |
| ---- | ---- | - | - | - | - | - | - | - |
| 274  | 266  | - | - | - | - | - | - | - |

## Culture locale et patrimoine

### Lieux et monuments

#### La Dame Schöne
L'occupation du territoire par l'homme remonte à un passé fort lointain.
La preuve incontestable en est fournie par la présence actuelle d'un menhir érigé en pleine forêt, sur le plateau des hauts de Meuse à la limite des territoires des villages de Buxières-sous-les-Côtes, Woinville et Saint-Mihiel (48° 54′ 19″ N, 5° 37′ 17″ E).
Il s'agit d'une pierre dressée, de trois mètres environ, connue sous le nom de « Dame Schöne », ce qui veut dire en langue germanique, « Belle Dame ».
Ce menhir est classé au titre des monuments historiques depuis 1889.

#### Le Menhir de "Woinville"
Menhir, situé dans le parc du château de Woinville, inscrit au titre des monuments historiques par arrêté du 7 décembre 2000.

#### La chapelle des Bures
Construite en 1890 à l'initiative de Nicolas Baudot sur le promontoire de la côtes des Bures à une altitude de 370 mètres.
Un sculpteur renommé de Saint-Mihiel, Chenin-Bichet fut retenu pour construire cette élégante chapelle de style néo-gothique, surmontée d'une statue de 3 mètres de hauteur avec sur ses pieds l'inscription en latin « Sub tuum refugium configimus »[réf. nécessaire].

#### Édifices religieux
- Église Saint-Georges, construite en 1847 à Buxières-sous-les-Côtes.
- Église Sainte-Marguerite XIXe siècle à Buxerulles.
- Église Saint-Pierre XIXe siècle à Woinville.
- Chapelle des Bures, construite en 1890 à Buxières-sous-les-Côtes.

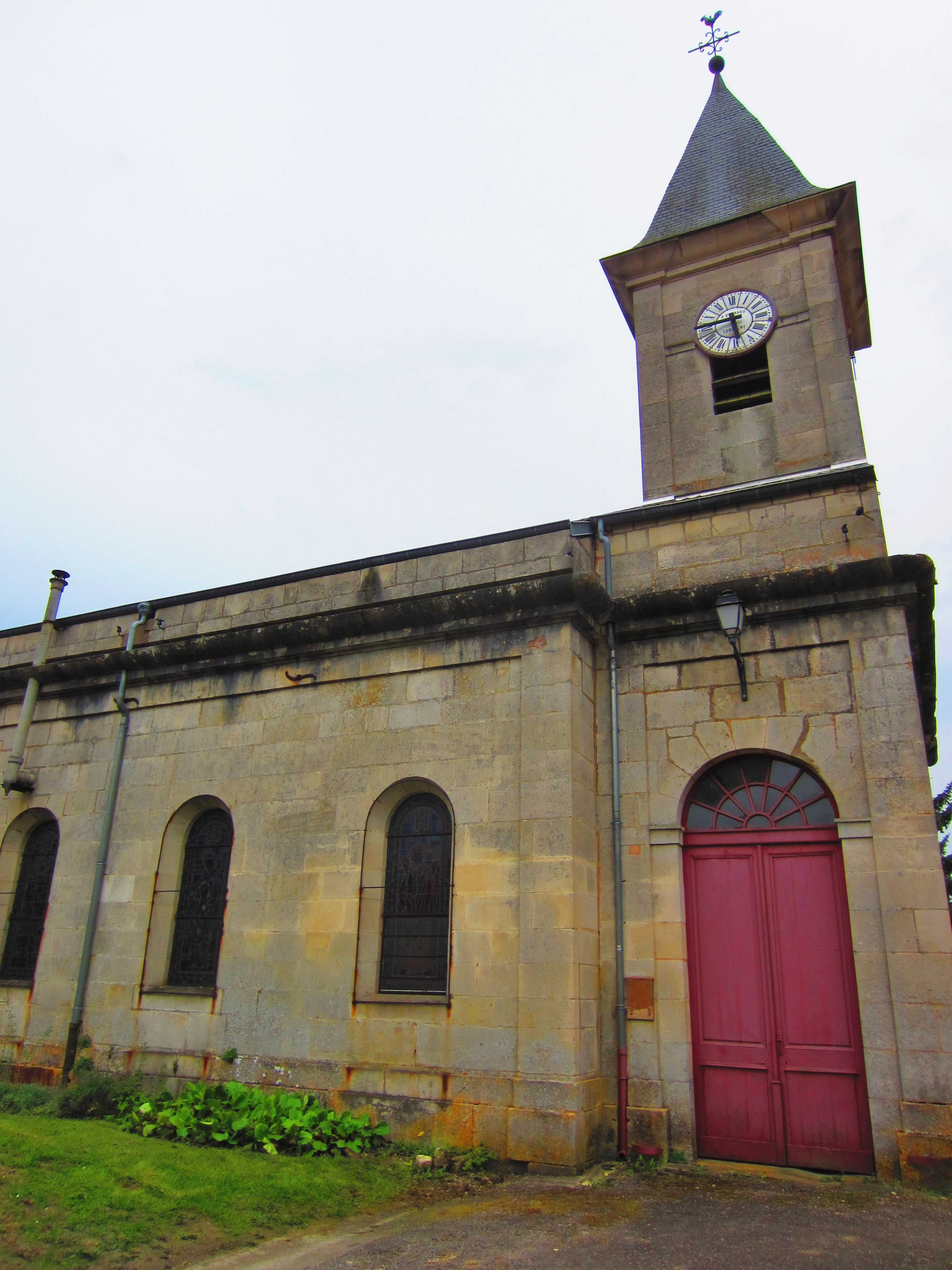
Église Sainte-Marguerite à Buxerulles.
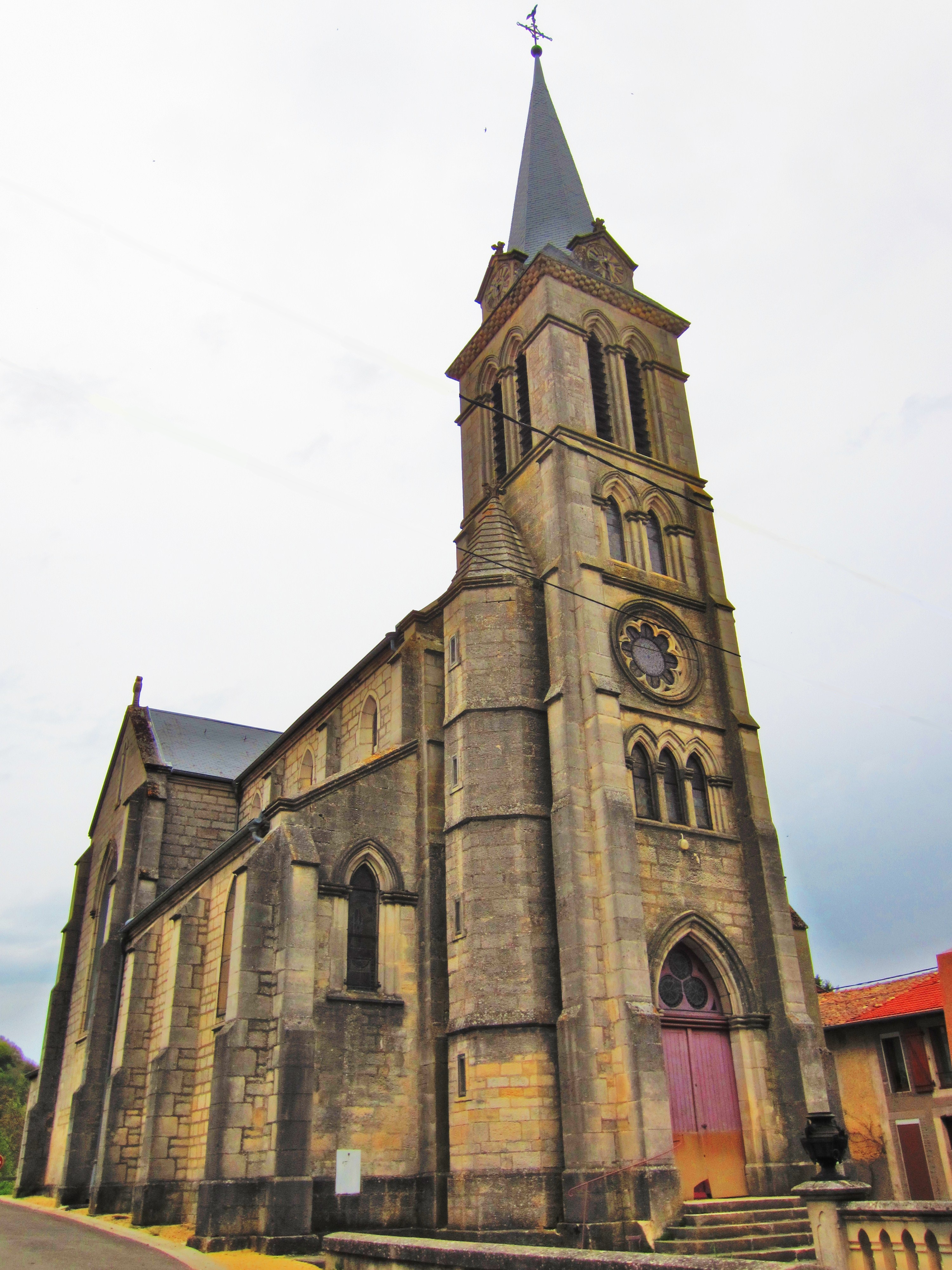
Église Saint-Pierre à Woinville.
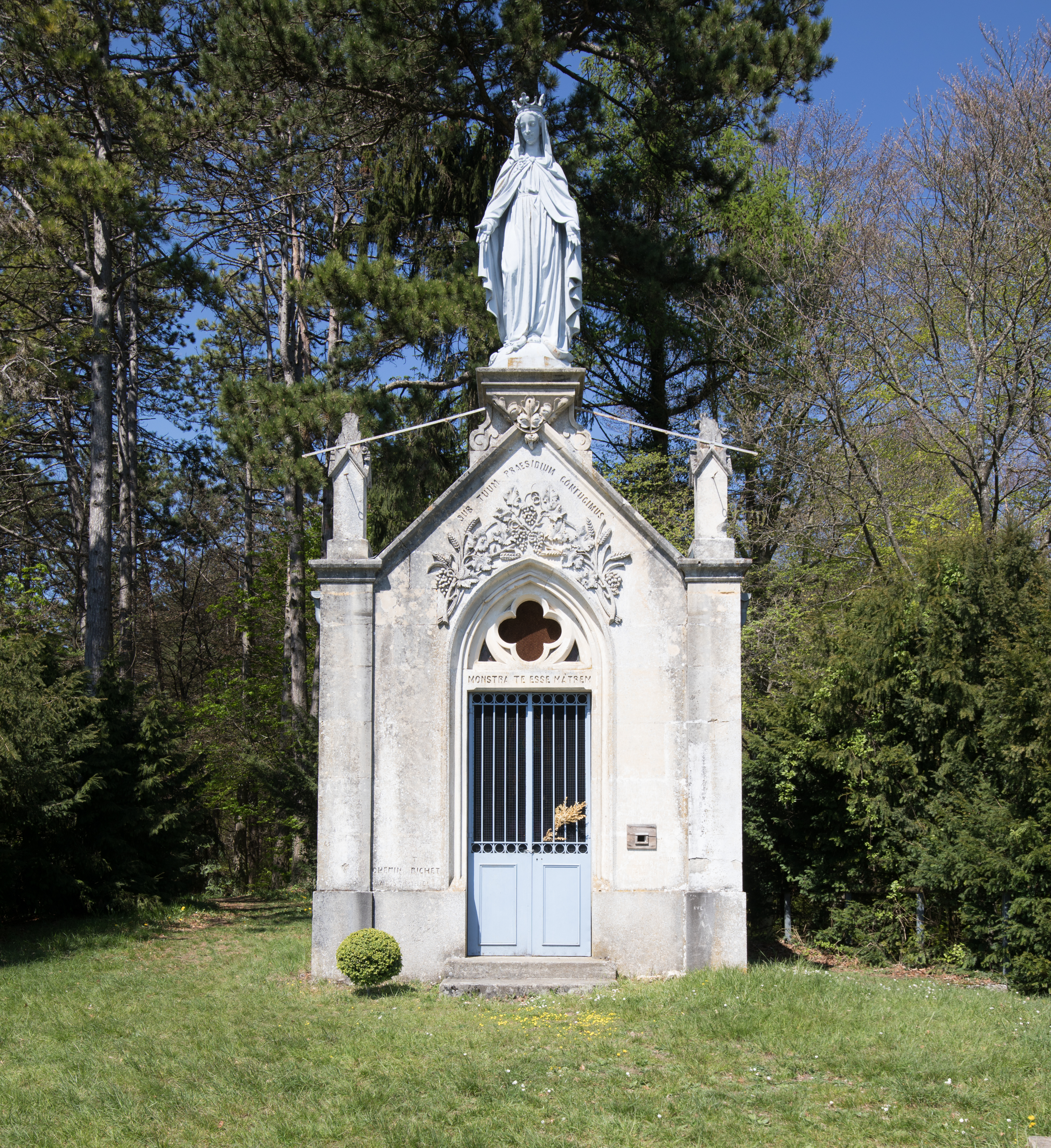
Chapelle des Bures
Fronton de la chapelle

### Personnalités liées à la commune
- Marie Michel Alexandre René Audéoud, lieutenant-colonel, Officier de la Légion d'honneur, Commandant supérieur des troupes du groupe de l'Afrique occidentale, né le 7 septembre 1854 à Buxières-sous-les-Côtes.

### Héraldique
| Blason de Buxières-sous-les-Côtes | Blason  | Taillé : au 1er d'azur à la chapelle du lieu d'argent [chapelle des Bures], au 2e de sinople à deux mirabelles d'or, tigées de tenné et feuillées de sinople ; à la barre d'argent chargée d'une branche de buis de sinople, brochant sur la partition. |
| Blason de Buxières-sous-les-Côtes | Détails | Le statut officiel du blason reste à déterminer. |